# Futebol nos Jogos Pan-Americanos
Um torneio masculino de futebol acontece a cada edição dos Jogos Pan-americanos desde a primeira edição do evento multi-desportivo em Buenos Aires, em 1951, sendo que o torneio feminino foi acrescentado apenas em 1999. O torneio foi jogado no formato de liga de 1951 a 1963, sendo que não havia uma partida final ou disputa pelo bronze. Outro formato foi usado em 1971, desta vez o torneio sendo disputado em formato de grupos nas primeiras fases, mas jogado em formato de liga nas fases finais. O torneio de 1983 teve apenas 3 times na fase final de grupo, com a primeira e última vez que não houve uma equipe na quarta colocação. 
Para evitar a competição com seus eventos, a FIFA restringiu de diversas maneiras a participação de jogadores de elite no torneio masculino. Com isso, as restrições para o torneio masculino ao longo do tempo foram:
- 1951–1983: equipes juvenis;
- 1987–1995: times seniores (Caribe), times juvenis (Conmebol, América do Norte);
- 1999: equipes Sub-23;
- 2003: equipes Sub-22 (Concacaf), equipes Sub-20 (Conmebol);
- 2007: times Sub-20 (Concacaf), times Sub-17 (Conmebol), mais 3 jogadores com excesso de idade;
- 2011 – presente: times Sub-22 mais 3 jogadores sem restrições.

Abaixo todos os campeões em ambas as modalidades.

## Masculino
| Ano           | Sede             |  | Final          | Final          | Final      |                       | Disputa de 3° lugar | Disputa de 3° lugar | Disputa de 3° lugar |
| Ano           | Sede             |  | Ouro           | Placar         | Prata      | Bronze                | Placar              | Quarto lugar        |                     |
| ------------- | ---------------- |  | -------------- | -------------- | ---------- | --------------------- | ------------------- | ------------------- | ------------------- |
| 1951 detalhes | Buenos Aires     |  | Argentina      |                | Costa Rica | Chile                 |                     | Venezuela           |                     |
| 1955 detalhes | Cidade do México |  | Argentina      |                | México     | Antilhas Neerlandesas |                     | Venezuela           |                     |
| 1959 detalhes | Chicago          |  | Argentina      |                | Brasil     | Estados Unidos        |                     | Haiti               |                     |
| 1963 detalhes | São Paulo        |  | Brasil         |                | Argentina  | Chile                 |                     | Uruguai             |                     |
| 1967 detalhes | Winnipeg         |  | México         | 4–0 (pro)      | Bermudas   | Trinidad e Tobago     | 4–1                 | Canadá              |                     |
| 1971 detalhes | Cáli             |  | Argentina      |                | Colômbia   | Cuba                  |                     | Trinidad e Tobago   |                     |
| 1975 detalhes | Cidade do México |  | Brasil México  | 1–1 (pror.)    |            | Argentina             | 2–0                 | Costa Rica          |                     |
| 1979 detalhes | San Juan         |  | Brasil         | 3–0            | Cuba       | Argentina             | 2–0                 | Costa Rica          |                     |
| 1983 detalhes | Caracas          |  | Uruguai        |                | Brasil     | Guatemala             |                     |                     |                     |
| 1987 detalhes | Indianápolis     |  | Brasil         | 2–0 (pro)      | Chile      | Argentina             | 0–0 (pên 5–4)       | México              |                     |
| 1991 detalhes | Havana           |  | Estados Unidos | 2–1 (pro)      | México     | Cuba                  | 1–0                 | Honduras            |                     |
| 1995 detalhes | Mar del Plata    |  | Argentina      | 0–0 (pên. 5–4) | México     | Colômbia              | 3–0                 | Honduras            |                     |
| 1999 detalhes | Winnipeg         |  | México         | 3–1            | Honduras   | Estados Unidos        | 2–1                 | Canadá              |                     |
| 2003 detalhes | Santo Domingo    |  | Argentina      | 1–0            | Brasil     | México                | 0–0 (pên. 5–4)      | Colômbia            |                     |
| 2007 detalhes | Rio de Janeiro   |  | Equador        | 2–1            | Jamaica    | México                | 1–0                 | Bolívia             |                     |
| 2011 detalhes | Guadalajara      |  | México         | 1–0            | Argentina  | Uruguai               | 2–1                 | Costa Rica          |                     |
| 2015 detalhes | Toronto          |  | Uruguai        | 1–0            | México     | Brasil                | 3–1 (pro)           | Panamá              |                     |
| 2019 detalhes | Lima             |  | Argentina      | 4–1            | Honduras   | México                | 1–0                 | Uruguai             |                     |
| 2023 detalhes | Santiago         |  | Brasil         | 1–1 (pên. 4–2) | Chile      |                       | México              | 4–1                 | Estados Unidos      |

- Torneio Sub-23 desde 1999.

### Quadro de medalhas
| Seleção               | Ouro                                               | Prata                         | Bronze                     |
| --------------------- | -------------------------------------------------- | ----------------------------- | -------------------------- |
| Argentina             | 7 (1951[S], 1955, 1959, 1971, 1995[S], 2003, 2019) | 2 (1963, 2011)                | 3 (1975, 1979[S], 1987)    |
| Brasil                | 5 (1963[S], 1975*, 1979, 1987, 2023)               | 3 (1959, 1983, 2003)          | 1 (2015)                   |
| México                | 4 (1967,1975* 1999, 2011[S])                       | 4 (1955[S], 1991, 1995, 2015) | 4 (2003, 2007, 2019, 2023) |
| Uruguai               | 2 (1983, 2015)                                     |                               | 1 (2011)                   |
| Estados Unidos        | 1 (1991)                                           |                               | 2 (1959[S], 1999)          |
| Equador               | 1 (2007)                                           |                               |                            |
| Chile                 |                                                    | 2 (1987, 2023[S])             | 2 (1951, 1963)             |
| Honduras              |                                                    | 2 (1999, 2019)                |                            |
| Cuba                  |                                                    | 1 (1979)                      | 2 (1971, 1991[S])          |
| Colômbia              |                                                    | 1 (1971[S])                   | 1 (1995)                   |
| Costa Rica            |                                                    | 1 (1951)                      |                            |
| Bermudas              |                                                    | 1 (1967)                      |                            |
| Jamaica               |                                                    | 1 (2007)                      |                            |
| Antilhas Neerlandesas |                                                    |                               | 1 (1955)                   |
| Trinidad e Tobago     |                                                    |                               | 1 (1967)                   |
| Guatemala             |                                                    |                               | 1 (1983)                   |

- S. ^ País sede da edição

- * Título Compartilhado

#### Por confederações
| Confederação | Ouro | Prata | Bronze | Total |
| ------------ | ---- | ----- | ------ | ----- |
| CONMEBOL     | 15   | 8     | 8      | 31    |
| CONCACAF     | 5    | 10    | 11     | 26    |

## Feminino
| Ano           | Sede           |                | Final          | Final          | Final      |                | Disputa de 3° lugar | Disputa de 3° lugar | Disputa de 3° lugar |
| Ano           | Sede           | Ouro           | Placar         | Prata          | Bronze     | Placar         | Quarto lugar        |                     |                     |
| ------------- | -------------- | -------------- | -------------- | -------------- | ---------- | -------------- | ------------------- | ------------------- | ------------------- |
| 1999 detalhes | Winnipeg       | Estados Unidos | 1–0            | México         | Costa Rica | 1–1 (3–2 pên.) | Canadá              |                     |                     |
| 2003 detalhes | Santo Domingo  | Brasil         | 2–1 (pro)      | Canadá         | México     | 4–1            | Argentina           |                     |                     |
| 2007 detalhes | Rio de Janeiro | Brasil         | 5–0            | Estados Unidos | Canadá     | 2–1            | México              |                     |                     |
| 2011 detalhes | Guadalajara    | Canadá         | 1–1 (4–3 pên.) | Brasil         | México     | 1–0 (pro)      | Colômbia            |                     |                     |
| 2015 detalhes | Toronto        | Brasil         | 4–0            | Colômbia       | México     | 2–1            | Canadá              |                     |                     |
| 2019 detalhes | Lima           | Colômbia       | 1–1 (7–6 pên.) | Argentina      | Costa Rica | 1–0            | Paraguai            |                     |                     |
| 2023 detalhes | Santiago       |                | México         | 1–0            | Chile      |                | Estados Unidos      | 1–0                 | Argentina           |

### Quadro de medalhas
| Seleção        | Ouro                     | Prata       | Bronze                   |
| -------------- | ------------------------ | ----------- | ------------------------ |
| Brasil         | 3 (2003, 2007[S] e 2015) | 1 (2011)    |                          |
| México         | 1 (2023)                 | 1 (1999)    | 3 (2003, 2011[S] e 2015) |
| Canadá         | 1 (2011)                 | 1 (2003)    | 1 (2007)                 |
| Estados Unidos | 1 (1999)                 | 1 (2007)    | 1 (2023)                 |
| Colômbia       | 1 (2019)                 | 1 (2015)    |                          |
| Argentina      |                          | 1 (2019)    |                          |
| Chile          |                          | 1 (2023[S]) |                          |
| Costa Rica     |                          |             | 2 (1999 e 2019)          |

- S. ^ País sede da edição

#### Por confederações
| Confederação | Ouro | Prata | Bronze | Total |
| ------------ | ---- | ----- | ------ | ----- |
| CONMEBOL     | 4    | 4     | 0      | 8     |
| CONCACAF     | 3    | 3     | 7      | 13    |

## Quadro de Medalhas Histórico
Atualizado até os Jogos de Santiago 2023
| #  | País                | Ouro | Prata | Bronze | Total |
| -- | ------------------- | ---- | ----- | ------ | ----- |
| 1  | Brasil              | 8    | 4     | 1      | 13    |
| 2  | Argentina           | 7    | 3     | 3      | 13    |
| 3  | México              | 5    | 5     | 7      | 17    |
| 4  | Estados Unidos      | 2    | 1     | 3      | 6     |
| 5  | Uruguai             | 2    | 0     | 1      | 3     |
| 6  | Colômbia            | 1    | 2     | 1      | 4     |
| 7  | Canadá              | 1    | 1     | 1      | 3     |
| 8  | Equador             | 1    | 0     | 0      | 1     |
| 9  | Chile               | 0    | 3     | 2      | 5     |
| 10 | Honduras            | 0    | 2     | 0      | 2     |
| 11 | Costa Rica          | 0    | 1     | 2      | 3     |
| 11 | Cuba                | 0    | 1     | 2      | 3     |
| 13 | Bermudas            | 0    | 1     | 0      | 1     |
| 13 | Guatemala           | 0    | 1     | 0      | 1     |
| 13 | Jamaica             | 0    | 1     | 0      | 1     |
| 16 | Antilhas Holandesas | 0    | 0     | 1      | 1     |
| 16 | Trinidad e Tobago   | 0    | 0     | 1      | 1     |